# Křižíkova (Karlovy Vary)
Křižíkova je ulice v Karlových Varech. Původně nesla jméno významného patrona města z přelomu 18. a 19. století lorda Findlatera. Byla budována v rozmezí let 1927–1937. Vede západně od hotelu Malé Versailles a po 468 m končí na okraji karlovarských lázeňských lesů. Tímto směrem je také číslována.

## Historie ulice

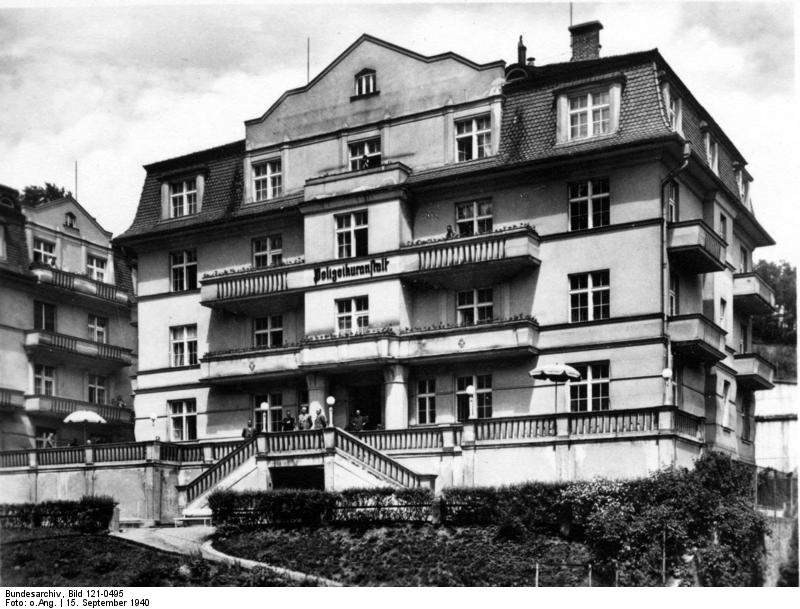
Vila Dr. Müller, za 2. SV nesla název Polizeikuranstalt (foto září 1940), poté léčebný ústav Jiřího Dimitrova, dnes Eden I

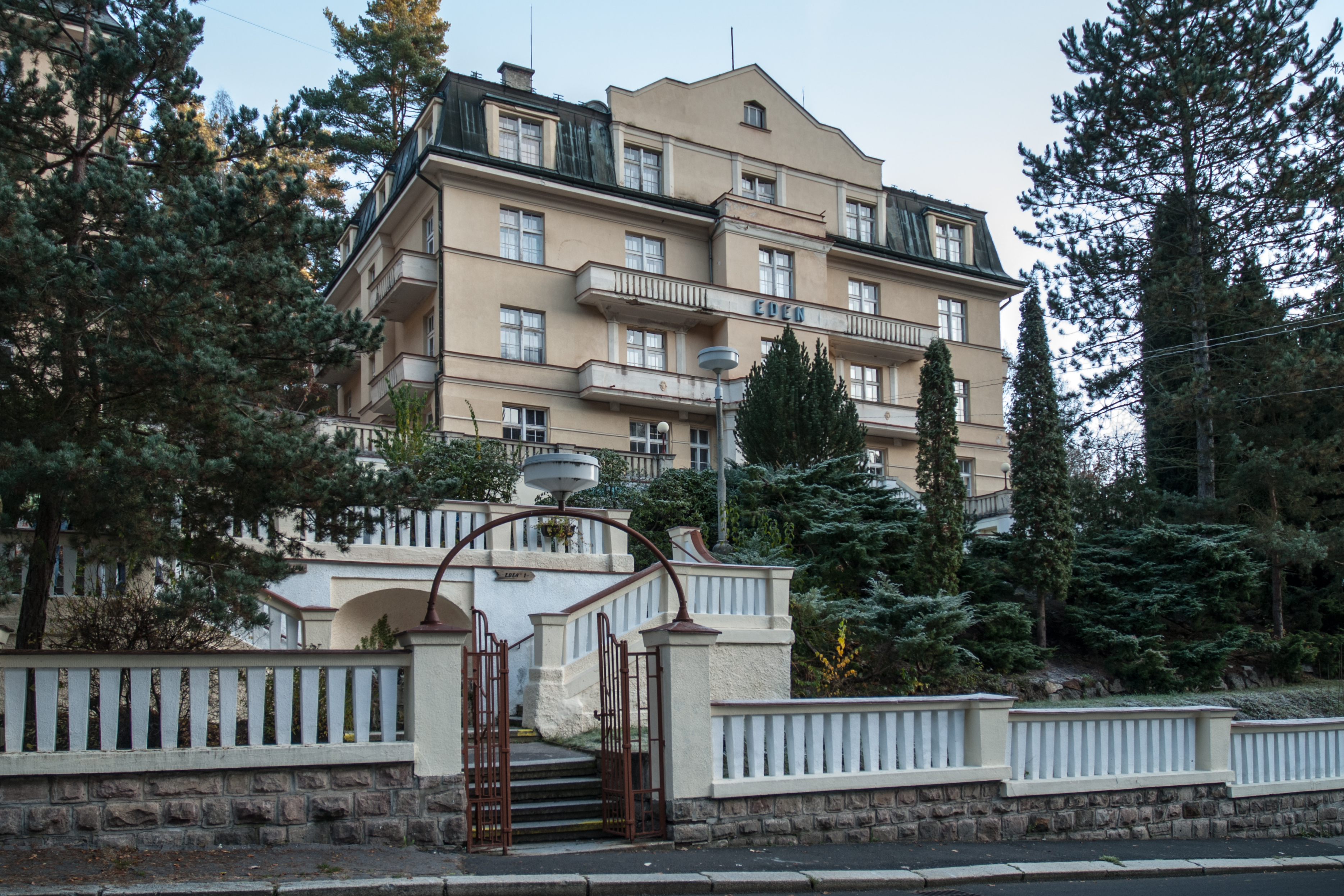
Eden I v listopadu 2020

Pozemky, na kterých se nachází zástavba dnešní Křižíkovy ulice, nazývány podle svého majitele Bernardovy, byly v polovině dvacátých let 20. století rozparcelovány a vyhláškou karlovarské městské rady dne 9. listopadu 1926 připraveny k zástavbě vilovými domy. Došlo k tomu po vyčerpání ostatních vhodných lokalit ke stavbě vil v místech blíže k centrální lázeňské části, a tak se toto téměř opuštěné místo na konci města stalo exkluzivní stavební lokalitou a poté i luxusní vilovou čtvrtí. Záměrem radních bylo rozšíření tehdy nové výstavní vilové čtvrti Westend směrem západním a napojení tehdejší ulice Lorda Findlatera na ulici jménem 
Westend (dnes Petra Velikého).

### Vily Schmidt, Mimosa a Hess
Jako první zde byla postavena vila Schmidt karlovarského prokuristy Hanse Schmidta. Stavební plány vyhotovil v dubnu 1927 architekt Anton Breinl. Stavba začala ještě téhož roku a skončila kolaudací 4. září 1928. Druhou stavbu – vilu Mimosu si nechal postavit karlovarský obchodník Leopold Zaschke. Zpracováním projektu byl pověřen architekt Karl Ernstberger. Pozemek pro třetí objekt – vilu Hess si vybrali ředitel Alois Hess s chotí Marií. Parcela byla vytyčena v srpnu 1928. Projekt vypracoval v témže měsíci karlovarský stavitel Paul Schaufuss.

### Tři vily Dr. Müllera
Západně od vily Hess dal vybudovat lázeňský lékař Isidor Müller své sanatorium a nazval jej vila Dr. Müller (dnes Eden I). Vypracování projektu bylo svěřeno též staviteli Paulu Schaufussovi, který jej vyhotovil v květnu 1928. V průběhu stavby se Dr. Müller snažil získat souhlas pro navýšení stavby, žádost však byla zamítnuta. Nedostatečnou kapacitu svého sanatoria poté vyřešil přístavbou další budovy s označením Depandance Dr. Müller (dnes Eden II), postavené v letech 1929–1930. Projekt zpracoval taktéž stavitel Paul Schaufuss. Obě budovy jsou spojeny krytou chodbou.
V letech 1929–1930 postavil doktor Müller na protější straně ulice další vilu, nazvanou Depandance Dr. Müller II (dnes Mánes I). Projektantem byl opět stavitel Paul Schaufuss. V roce 1932 byl objekt prodán.

### Depandance Léčebného fondu veřejných zaměstnanců
Novým vlastníkem objektu Depandance Dr. Müller II se stala instituce Léčebný fond veřejných zaměstnanců v Praze. Ta zde rovněž provozovala lázeňskou léčebnu, budova však svou kapacitou nepostačovala stále se zvyšujícímu zájmu lázeňských hostů. Předložený návrh na její rozšíření městská rada zamítla. V listopadu 1935 byl pražským architektem K. Roštíkem vyhotoven návrh nové stavby na sousedním pozemku, který byl schválen. Tak vznikl v roce 1937 nový lázeňský dům Depandance Léčebného fondu veřejných zaměstnanců (dnes Mánes II) s balneoprovozem v přízemí a suterénu. S hlavním objektem byla propojena krytou chodbou.
Po roce 1948 byl celý komplex sanatoria zestátněn. Po zrušení státních lázní v roce 1991 byla do těchto prostor přemístěna dětská a dorostová léčebna. Nynějším vlastníkem je Česká republika, příslušnost s majetkem hospodařit měly nejprve nemocnice Na Homolce, poté nemocnice Na Bulovce a od 1. ledna 2021 se hospodářem stala příspěvková organizace Léčebné lázně Lázně Kynžvart.

## Popis ulice

### Základní údaje
Ulice 468 m dlouhá o šířce 10 m zaujímá plochu 12 069 m2. Nadmořská výška v rozmezí 408–430 m vykazuje výškový profil 22 m. Kód ulice je 184896.

### Nejbližší ulice
Na východní straně se Křižíkova napojuje na ulici Krále Jiřího a Petra Velikého, poblíž je pak ulice Sadová. Na západní straně končí na okraji lázeňských lesů. Odtud pak vychází lesní cesta zvaná Nerudova stezka.

### Adresní místa
Na jedné straně:

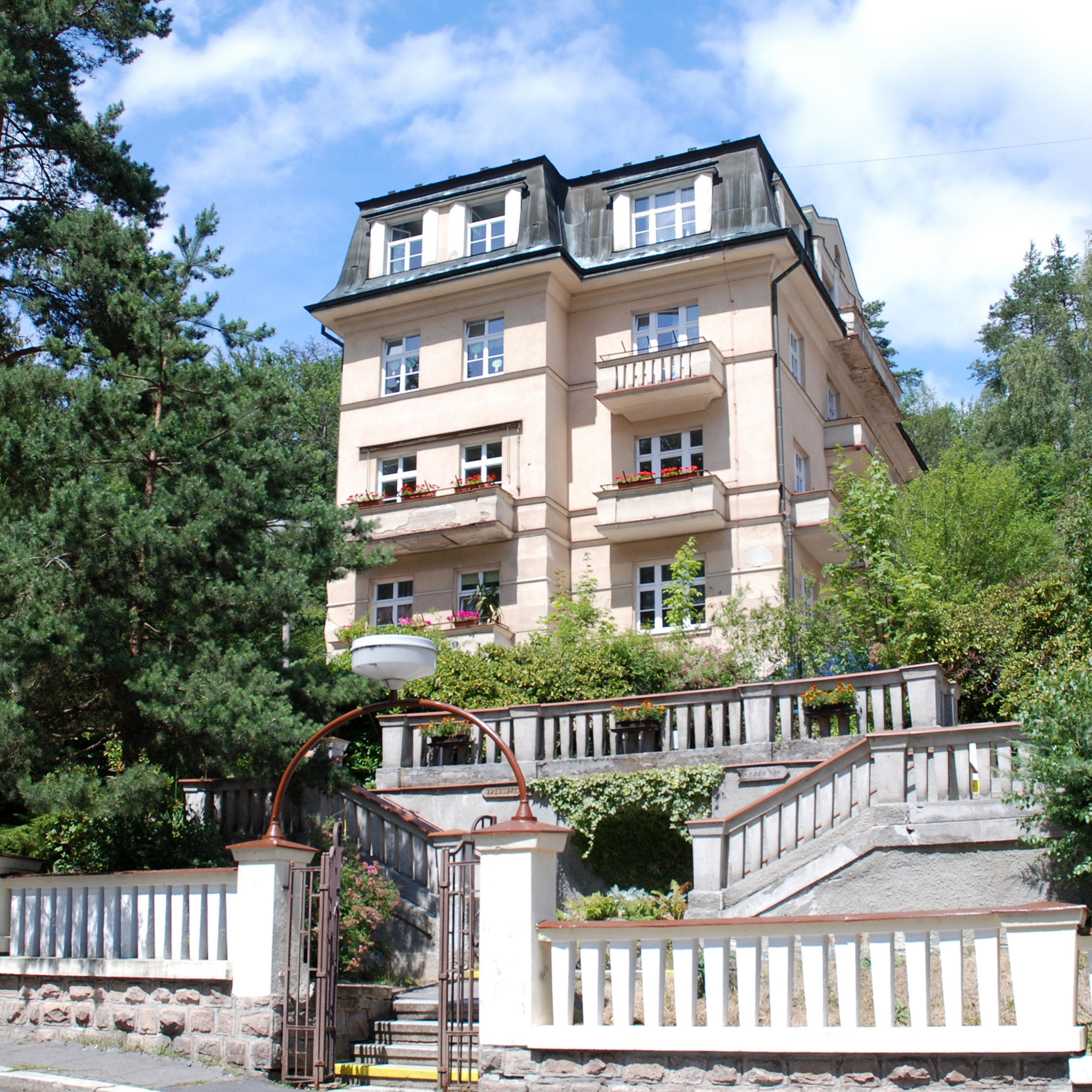
Depandance Haus Dr. Müller, v současnosti Eden II, červenec 2019

Křižíkova 2, č. p. 420 – Malé Versailles (hotel a restaurace)

Křižíkova 4, č. p. 2126

Křižíkova 6, č. p. 1319 – vila Mimosa

Křižíkova 8, č. p. 1334 – vila Hess

Křižíkova 10, č. p. 1345 – vila Eden I

Křižíkova 12, č. p. 1347 – vila Eden II
Na druhé straně:
Křižíkova 5, č. p. 2145

Křižíkova 7, č. p. 1306 – vila Schmidt

Křižíkova 9, č. p. 1373

Křižíkova 11, č. p. 1336 – vila Čapek

Křižíkova 13, č. p. 1352 – vila Mánes I

Křižíkova 15, č. p. 1378 – vila Mánes II

#### Lázeňská léčebna Mánes
Léčebna Mánes slouží k léčení dětí, dospělých a cizinců. Pro umožnění léčby dětí i během školního roku jsou zde provozovány základní a mateřská škola. Léčebna Mánes včetně školy zahrnuje budovy Mánes I, Mánes II, Eden I, Eden II a vilu Čapek.

## Doprava
Ulice je z centra města dostupná autobusem č. 4 městské hromadné dopravy ze zastávek: 
Lázně III,
Hlavní pošta,
(Horní nádraží),
Tržnice,
Náměstí Dr. Horákové,
Svahová,
Obřadní síň,
Krále Jiřího a U Jezírka (stanice je již součástí Křižíkovy ulice)
a Křižíkova.

## Okolí
Ulice leží na okraji lázeňských lesů. Ze severní strany k ní přiléhá Sokolský vrch, z jižní a západní je obklopena lesy. Zde jsou nejblíže dostupné objekty např. vyhlídka Rohanův kříž, Křižíkova chata, Lesní pobožnost, Myslivna či rozhledna Diana na výšině Přátelství. Ulice je vhodným východiskem pro lesní toulky i po ostatních zajímavostech lázeňského města. Východní strana pak Křižíkovu ulici spojuje s lázeňskou částí města.